# Селетников, Иван Мефодьевич
Иван Мефодьевич Селетников (1928 — 2004) — советский и российский спортсмен (греко-римская борьба), тренер.Заслуженный тренер РСФСР.

## Биография
Родился в 1928 в сибирской деревне. Борьбой занялся поздно, в 1947 году, когда ему было уже 20 лет. В 1950 году стал первым уроженцем Сибири, заслужившим звание Мастера спорта РСФСР. Тренировался у Заслуженного тренера РСФСР Александра Даниловича Афанасьева, который стал первым человеком, что начал возрождать занятия греко-римской борьбой в Томске.
Трёхкратный чемпион РСФСР по классической борьбе (в 1950, 1953, 1958 гг.). Большую часть своей жизни проработал старшим преподавателем отделения борьбы на кафедре физвоспитания Томского политехнического института. За эти годы воспитал тридцать мастеров спорта. Одним из самых известных его подопечных был Александр Юркевич, чемпион мира и Европы по греко-римской борьбе.
В последние годы своей жизни был членом Координационного совета при Администрации Томской области по развитию физической культуры и спорта.
Был отмечен наградами Томской области за вклад в развитие спорта.
Скончался в 2004 году.
С 1993 года и по сей день каждый год в Томске проходит международный детский турнир по греко-римской борьбе на приз Ивана Селетникова.